# Wysoka fala (film 2003)
Wysoka fala (ang. Killer Flood: The Day the Dam Broke) – amerykański film katastroficzny z 2003 roku w reżyserii Doug Campbell. Wyprodukowany przez wytwórnię PorchLight Entertainment.
Premiera filmu miała miejsce 25 kwietnia 2003 roku w Stanach Zjednoczonych.

## Fabuła
David Powell (Joe Lando), główny inżynier odpowiedzialny za budowę wielkiej tamy, uważa, że jej konstrukcja jest wadliwa, a mieszkańcom pobliskiego miasteczka grozi niebezpieczeństwo. Chociaż zostaje zwolniony z pracy przez inwestora, postanawia zapobiec katastrofie.

## Obsada
Źródło: Filmweb
- Bruce Boxleitner jako pan Walker
- Joe Lando jako David Arthur Powell
- Christopher Kriesa jako Frank
- Michele Greene jako Natalie Powell
- Joshua J. Masters jako zastępca szeryfa Bloom
- Bruce Perkins jako ofiara powodzi
- Matthew Ewald jako Garth Powell
- Lana Young jako Jeanine Mackey
- Patrick Shea jako Ken Sanders
- Celeste Olivia jako Diane Gonzolo
- D.K. Kelly jako szeryf Ted Metcalf